# Argolis
Argolís (Oudgrieks en Katharevousa: Ἀργολίς) (Grieks: Αργολίδα, Argolída) is een Grieks schiereiland en het periferie-district (perifereiaki enotita) (105.770 inwoners in 2001, hoofdplaats Nauplion) in het oosten van de Peloponnesos.

## Geografie
De administratieve nomos Argolida grenst in het noorden aan Korinthe en in het westen aan Arcadië, en het schiereiland wordt omspoeld door de Golf van Egina (in het noordoosten) en de Golf van Argolis (in het zuidwesten). Het gebied kreeg zijn naam van de oudste, en op historisch gebied belangrijkste stad, Argos. Het is een der oudst in cultuur gebrachte en dichtst bevolkte gebieden van geheel Griekenland, en is van belang voor het toerisme en de economie van het land. Hier liggen niet alleen de prehistorische burchten van Mycene, Tiryns, Midea en Asine, maar ook het theater van Epidaurus, en de economisch en historisch belangrijke steden Argos en Nauplion. Aantrekkelijke badplaatsen zijn Tolo, Ermioni en Portoheli.
Centraal rond Argos en Navplion ligt de vruchtbare laagvlakte (veel landbouw, onder andere citrusvruchten en olijven), die langs drie zijden wordt begrensd door middelhoge bergketens: de Artemisio (1771 m) in het westen en de Arachneo (1197 m) met zijn uitlopers in het noordoosten. De enige belangrijke rivier is de waterarme Inachos, die ontspringt op de noordflanken van de Artemisio, en vaak kurkdroog staat. Het schiereiland is verbonden met de andere steden van de Peloponnesos en met Athene en de rest van Griekenland door een (smal)spoorverbinding en over de weg (onder meer de A7). De hoofdstad Nauplion heeft een uitvoerhaven.
Hoewel het schiereiland van Methana en omgeving (onder meer het historische Troezen) geografisch tot Argolis behoort, sluit het administratief aan bij de nomos Piraeus, waarmee het over land niet verbonden is.

## Plaatsen[2]
| Plaats             | Hoofdplaats (vroeger) | Postcode | GEMEENTE           | Hoofdplaats van de gemeente |
| ------------------ | --------------------- | -------- | ------------------ | --------------------------- |
| Argos              |                       | 212 00   | Argos-Mykines      | Argos                       |
| Asini              | Drepano               | 210 60   | Nafplio (Nauplion) | Nafplio (Nauplion)          |
| Asklipieio         | Lygourio              | 210 52   | Epidavros          | Asklipeioi                  |
| Epidaurus          |                       | 210 59   | Epidavros          | Asklipeioi                  |
| Ermionida          |                       | 210 51   | Ermionida          | Kranidi                     |
| Koutsopodi         |                       | 210 00   | Argos-Mykines      | Argos                       |
| Kranidi            |                       | 213 00   | Ermionida          | Kranidi                     |
| Lerna              | Myloi                 | 212 00   | Argos-Mykines      | Argos                       |
| Lyrkeia            |                       | 210 58   | Argos-Mykines      | Argos                       |
| Midea              | Agia Triada           | 210 55   | Nafplio (Nauplion) | Nafplio (Nauplion)          |
| Mykines (Mykene)   |                       | 212 00   | Argos-Mykines      | Argos                       |
| Nafplio (Nauplion) |                       | 211 00   | Nafplio (Nauplion) | Nafplio (Nauplion)          |
| Nea Kios           |                       | 210 53   | Argos-Mykines      | Argos                       |
| Nea Tiryntha       |                       | 211 00   | Nafplio (Nauplion) | Nafplio (Nauplion)          |
| Achladokampos      |                       | 210 57   | Argos-Mykines      | Argos                       |
| Alea               |                       | 205 00   | Argos-Mykines      | Argos                       |

Argolis · Arcadië · Korinthe · Laconië · Messenië
Acarnanië · Achaea · Aenianië · Aetolië · Aperantië · Arcadië · Argolis · Athamanië · Attica · Boeotië · Chalkidiki · Chaonië · Dassaretië · Dolopië · Doris · Elis · Epirus · Evia · Histiaeotis · Korinthië · Laconië · Lokris · Macedonië · Magnesië · Malis · Megaris · Messenië · Molossis · Mygdonië · Oetaea · Parauaea · Pelagonië · Pelasgiotis · Perrhaebië · Phocis · Phthiotis · Piërië · Thesprotië · Thessaliotis · Thessalië · Tymphaea